# 水月さくら
水月 さくら（みづき さくら）は、日本の舞台俳優。神奈川県出身。身長166cm、 血液型はO型。明治大学文学部演劇専攻卒業。

## 人物
- 幼い頃に演劇の世界に憧れる。
- 物心ついた時、宝塚歌劇団に憧れる。
- 2017年明治大学文学部演劇専攻に入学。
- 株式会社TATEに所属。何個か舞台を踏む
- 特技はお菓子作り

## 舞台
- 里見八犬伝など